# 田中美穂
田中 美穂（たなか みほ、1976年9月24日 - ）はフリーアナウンサー。宮崎県宮崎市出身。O型。圭三プロダクション所属。

## 略歴
青山学院大学文学部教育学科卒業。1999年、南日本放送にアナウンサーとして入社。2004年3月に退社し、フリーアナウンサーに転向。現在は東京を中心に、主にリポーターとして活動している。既婚者

## 担当番組

### 現在の担当番組
- ひるおび!（TBSテレビ） - レポーター
- こんにちは港区長です

### 過去の主な担当番組

#### テレビ
- ぴかぴか情報市場
- ヒルタク
- おはよう!グッデイかごしま
- おはよう!グッデイ
- ウォッチ!の全国中継担当
- 朝はビタミン!（2008年7月 - 9月、テレビ東京）
- スッキリ（日本テレビ）

#### ラジオ
- 焼酎BAR津貫屋本店
- シャープニューライフサウンズ
- ピーマン・ピーマン

## CM
- 日清食品どん兵衛（中居正広と共演）